# Автомагистрали Германии

Автобаны Германии

Автомагистрали Германии, автобаны (нем. Autobahn) — сеть скоростных автомагистралей в Германии. По состоянию на 1 января 2021 года их общая протяжённость составляет 13 192 км — это 4-я по протяжённости национальная сеть скоростных автодорог в мире, после Системы высокоскоростных автодорог в Китае (160 980 км), Системы межштатных автомагистралей (англ. Interstate Highway System) в США (78 465 км) и системы автомагистралей (исп. Autopistas y autovías) в Испании (17 377 км). Официальное название в Германии, как федеральном государстве — нем. Bundesautobahn, то есть «федеральная автодорога». В русском языке встречаются различные варианты официального перевода; в бытовом же употреблении слово «автобан» обычно не требует перевода.
Самый длинный автобан Германии — A7 имеет длину 962 км и ведёт из Дании в Австрию.

## История

Дорожный знак автобана, Германия.

Первоначально идея создания сети высокоскоростных автомагистралей, соединяющих всю страну, возникла в 1920-е годы, во времена Веймарской республики, однако планам по созданию этой транспортной системы в то время не суждено было претвориться в жизнь из-за высокой стоимости проекта вкупе с огромными финансовыми проблемами страны, через несколько лет усугубившихся и последствиями мирового финансового кризиса 1930-х гг. Также категорически против строительства скоростных автострад выступали различные внутриполитические силы, в том числе НСДАП и Коммунистическая партия Германии, тем более, протестуя против финансирования этих работ самим государством. Основной аргументацией их являлись доводы о том, что прокладка таких автомагистралей на руку лишь «богатым аристократам и евреям-капиталистам».
Тем не менее, Адольф Гитлер считал, что масштабное дорожное строительство всегда отличало дееспособные правительства, от римлян и инков до Наполеона, и уже через двенадцать дней после прихода к власти объявил о государственной программе строительства автобанов. Эта инициатива имела исключительно гражданскую направленность, поскольку уже имевшаяся к тому времени в Германии разветвленная железнодорожная сеть позволяла без проблем справляться с перевозкой военных грузов. В 1933 г. главой Германского управления дорожного строительства был назначен инженер Фриц Тодт, который ещё в 1932 г. подготовил подробный доклад по вопросам строительства автодорог.
После Второй Мировой войны рейхсавтобан «Бреслау — Бойтен», участок рейхсавтобанов «Берлин — Бреслау» и «Кассель — Бреслау» от Гёрлица и Форста до Бреслау (ныне — автострада А4 (Autostrada A4) и автострада А16 (Autostrada A18)), участок рейхсавтобана «Берлин — Штеттин» от новой польской границы до Штеттина (ныне скоростная дорога S6 (Droga ekspresowa S6)) перешли Польше. Строительство автомагистралей продолжалось в основном на территории ФРГ, и к 1990 году их длина превысила 8 800 километров.

## Статистика
Общая длина автобанов Германии:
- 1934—1943 (на конец года)

| Год       | 1934 | 1935 | 1936 | 1937 | 1938 | 1939 | 1940 | 1941 | 1942 | 1943 |
| Длина, км | 20   | 108  | 1087 | 2010 | 3046 | 3301 | 3737 | 3827 | 3861 | 3896 |

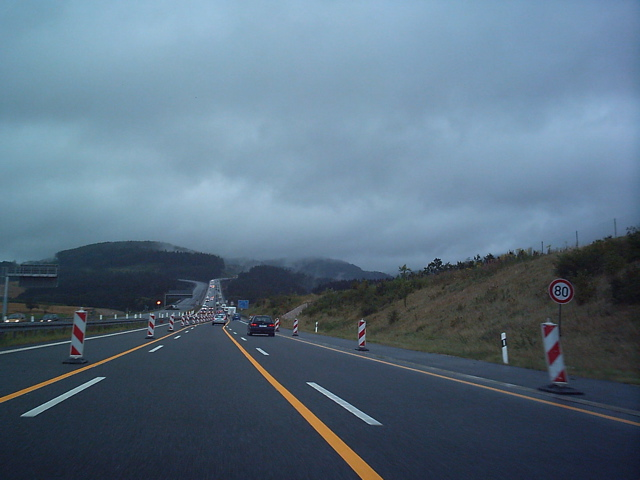
Ремонтируемый участок автобана — «сдвижка» полос, временная желтая разметка, ограничение скорости до 80 км/ч

- 1950—1990 (на начало года, без учёта ГДР)

| Год       | 1950 | 1955 | 1960 | 1965 | 1970 | 1975 | 1980 | 1985 | 1990 |
| Длина, км | 2128 | 2187 | 2551 | 3204 | 4110 | 5742 | 7292 | 8198 | 8822 |

- 1995—2021 (на начало года)

| Год       | 1995   | 2000   | 2005   | 2010   | 2011   | 2012   | 2013   | 2014   | 2015   | 2016   | 2017   | 2018   | 2019   | 2020   | 2021   |
| Длина, км | 11 143 | 11 515 | 12 174 | 12 813 | 12 819 | 12 845 | 12 879 | 12 917 | 12 949 | 12 993 | 12 996 | 13 009 | 13 141 | 13 191 | 13 192 |